# Benjamin Petre (évêque)
Pour les articles homonymes, voir Benjamin Petre (homonymie) et Petre.
Benjamin Petre, né le 10 août 1672 et mort le 22 décembre 1758, est un prélat catholique anglais qui fut vicaire apostolique du district de Londres de 1734 à sa mort.

## Biographie
Benjamin Petre est issu de la branche cadette d'une famille éminente de la noblesse d'Essex demeurée fidèle à la religion catholique. Il poursuit ses études au collège anglais de Douai et il est ordonné prêtre. Il devient alors tuteur de James Radclyffe, 3e comte de Derwentwater (1689-1716), qui plus tard fut décapité pour conspiration à la Tour de Londres.
Le 23 juin 1721, il est nommé vicaire apostolique coadjuteur du district de Londres cum jure successionis. Il est sacré évêque in partibus de Prusa (de), le 11 novembre suivant. Il succède à Mgr Bonaventure Giffard (en), le 12 mars 1734.
Il avait sa résidence dans le berceau familial de Fidlers (Essex), où il mourut le 22 décembre 1758. Richard Challoner lui succéda.